# Innercity
Innercity est un événement annuel de musique électronique organisé entre 1999 et 2007 au RAI Amsterdam, aux Pays-Bas. L'événement est organisé par ID&T, l'une des plus grandes sociétés d'événements musicaux au monde.

## Histoire
L'événement est fondé en 1999 et se tient chaque année à la fin du mois de décembre. Tiësto (1999) et Lady Dana (2002) percent (au niveau mondial) grâce à l'Innercity. Innercity aborde plusieurs thèmes tels que Moscou (2002), le Brésil (2003), et Las Vegas (2004). Entretemps en 2003, l'événement peut accueillir une capacité maximale de 42 500 participants. Après des ventes de billets décevantes pour l'édition de Las Vegas en 2004, une nouvelle approche est adoptée en 2005. Les grandes tendances telles que le hardstyle et la trance doivent céder la place à l'urban, à l'electro et à d'autres genres musicaux éclectique. L'événement devient restreint et approfondit les différents genres musicaux innovants.
Après des ventes de billets décevantes pour les éditions 2005 et 2006 d'Innercity, il est décidé en 2007 de mettre temporairement fin au concept. À cette période, ID&T annonce un potentiel retour de l'Innercity dans un endroit complètement différent qui correspondra mieux au concept. Cependant, l'événement est définitivement enterré, et remplacé par Thunderdome le 15 décembre 2007.

## Éditions
| Année | Date        | Lieu                                                  | Têtes d'affiche | Réf    |
| ----- | ----------- | ----------------------------------------------------- | --- | ------ |
| 1999  | 20 février  | RAI Amsterdam                                         | Sven Väth, Erick E, Carl Cox, Tiësto, Jeff Mills, Yves Deruyter | [ 5 ]  |
| 1999  | 11 décembre | RAI Amsterdam                                         | Dave Clarke, Erick E, Ferry Corsten, DJ Hell, Ken Iishi, Jeff Mills, Phats and Small, Richie Hawtin, Roog, Tiësto                                                                         | ,      |
| 2000  | 22 avril    | Palais des expositions du Heysel, Bruxelles, Belgique | Ken Iishi, Monika Kruse, Kevin Saunderson, Rank 1 (live), Miss Djax, Yves Deruyter, Derrick May, DJ Marcello                                                                              | [ 8 ]  |
| 2000  | 2 juin      | Désert d'Eilat, Eilat, Israël                         | — | [ 9 ]  |
| 2000  | 10 juin     | Lanxess Arena, Cologne, Allemagne                     | — | [ 10 ] |
| 2000  | 22 juillet  | Palau Sant Jordi, Barcelone, Espagne                  | — | [ 11 ] |
| 2000  | 30 décembre | RAI Amsterdam                                         | Kosheen, Tiësto, Paul van Dyk, Marco V, DJ Jean, Green Velvet, Roog, Erick Morillo, Carl Cox, Sven Väth, Remy, Stef, Sander Kleinenberg, Yonderboi, Project 2000, Luke Slater, Miss Yetti | [ 12 ] |
| 2001  | 29 décembre | RAI Amsterdam                                         | — | [ 13 ] |
| 2002  | 21 décembre | RAI Amsterdam                                         | Dana, Tiësto, Sven Vath, Dave Clarke, Umek, Jay Denham | [ 14 ] |
| 2003  | 20 décembre | RAI Amsterdam                                         | DJ Luna, Tiësto, Benjamin Bates | [ 15 ] |
| 2004  | 18 décembre | RAI Amsterdam                                         | — | [ 16 ] |
| 2005  | 17 décembre | RAI Amsterdam                                         | Tiga, Booka Shade, Benjamin Bates | [ 17 ] |
| 2006  | 16 décembre | RAI Amsterdam                                         | — | [ 18 ] |